# Follia d’amore
«Follia d’amore» (англ. «Madness of love», рус. «Безумие любви») — песня итальянского исполнителя Рафаэля Гуалацци, представляющая страну на музыкальном конкурсе Евровидение 2011. Песня победила в секции новых исполнителей Фестиваля Сан-Ремо и получила премию «Mia Martini» также в категории новых исполнителей.
19 февраля 2011 по решению специального жюри Рафаэль Гуалацци был выбран официальным представителем от Италии на конкурсе Евровидение 2011. Его выступление стало возвращением Италии на конкурс после 14-летнего перерыва; до этого, последнее выступление от этой страны состоялось на конкурсе 1997 года. Песня исполняется на английском и итальянском языках.
Песня также вошла в саундтрек фильма Manuale d'amore 3 режиссёра Джованни Веронези.

## Позиции в чартах
| Чарт (2011)                                | Лучший результат |
| ------------------------------------------ | ---------------- |
| Австрия (Ö3 Austria Top 40)                | 40               |
| Бельгия/Фландрия (Ultratip Bubbling Under) | 34               |
| Бельгия/Валлония (Ultratip Bubbling Under) | 35               |
| Италия (FIMI)                              | 8                |
| Нидерланды (Single Top 100)                | 90               |
| Швейцария (Schweizer Hitparade)            | 52               |

## Список композиций
| №  | Название         | Автор(ы)         | Producer(s)               | Длительность |
| -- | ---------------- | ---------------- | ------------------------- | ------------ |
| 1. | «Follia d'amore» | Рафаэль Гуалацци | Гуалацци, Фердинандо Арно | 3:32         |